# Waldreichenbach
Waldreichenbach ist eine zum Markt Buch im schwäbischen Landkreis Neu-Ulm in Bayern gehörende Wallfahrtskirche mit benachbartem gastronomischen Betrieb.

## Geographische Lage
Waldreichenbach liegt fünf Kilometer östlich des Hauptortes nahe der Quelle des Hinteren Huttenbaches, welcher sich mit dem Vorderen Huttenbach zum Osterbach (Biber) vereinigt. Erreichbar ist der Ort über Christertshofen oder über Tafertshofen.

## Sehenswürdigkeiten

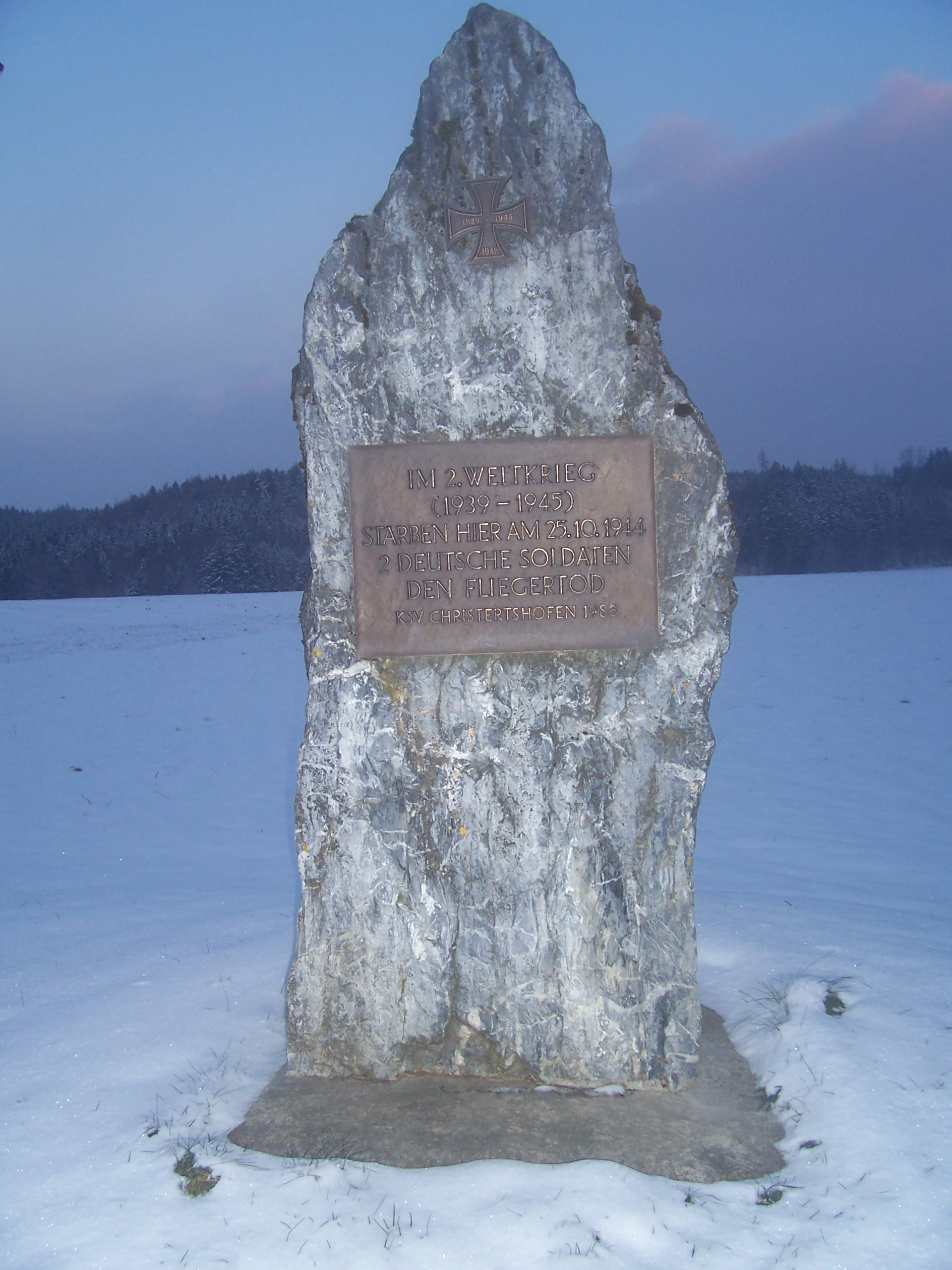
Kriegerdenkmal

Die Wallfahrtskirche St. Leonhard ist in ihrem Kern gotisch, sie wurde jedoch mehrfach umgebaut. Die Deckenfresken stammen von Konrad Huber. Der Gebäudekomplex schließt ein ehemaliges Forsthaus mit ein, das heute zu einer Gaststätte umgebaut ist.

## Sonstiges
In Waldreichenbach fand bis 2011 alljährlich im August ein Ritterturnier statt.
Am Weg nach Christertshofen steht ein Kriegerdenkmal mit der Inschrift: Im Zweiten Weltkrieg (1939 - 1945) starben hier am 25.10.1944 2 Deutsche Soldaten den Fliegertod - KSV Christertshofen 1986.